# Гробниците на Атуан
„Гробниците на Атуан“ (на английски: The Tombs of Atuan) е един от романите за Землемория на американската писателка Урсула Ле Гуин.
 Внимание:  Текстът по-долу разкрива сюжета на произведението (или части от него)!
В тази книга си разкрива живота на една млада жрица, почти момиче, в храма на Атуан. Младият магьосник Ястреб идва в храма с цел да проникне в Гробниците. Веднъж срещнали се, душите и съдбите им се преплитат завинаги.
| Предишна:                 | Поредица:  | Следваща:          |
| ------------------------- | ---------- | ------------------ |
| Магьосникът от Землемория | Землемория | Най-далечният бряг |